# Storbritanniens Grand Prix 2000
Storbritanniens Grand Prix 2000 var det fjärde av 17 lopp ingående i formel 1-VM 2000.

## Resultat
1. David Coulthard, McLaren-Mercedes, 10 poäng
2. Mika Häkkinen, McLaren-Mercedes, 6
3. Michael Schumacher, Ferrari, 4
4. Ralf Schumacher, Williams-BMW, 3
5. Jenson Button, Williams-BMW, 2
6. Jarno Trulli, Jordan-Mugen Honda, 1
7. Giancarlo Fisichella, Benetton-Playlife
8. Mika Salo, Sauber-Petronas
9. Alexander Wurz, Benetton-Playlife
10. Jean Alesi, Prost-Peugeot
11. Pedro Diniz, Sauber-Petronas
12. Johnny Herbert, Jaguar-Cosworth
13. Eddie Irvine, Jaguar-Cosworth
14. Marc Gené, Minardi-Fondmetal
15. Gaston Mazzacane, Minardi-Fondmetal
16. Jacques Villeneuve, BAR-Honda (varv 56, växellåda)
17. Heinz-Harald Frentzen, Jordan-Mugen Honda (54, växellåda)

### Förare som bröt loppet
- Nick Heidfeld, Prost-Peugeot (varv 51, motor)
- Ricardo Zonta, BAR-Honda (36, snurrade av)
- Rubens Barrichello, Ferrari (35, hydraulik)
- Pedro de la Rosa, Arrows-Supertec (26, elsystem)
- Jos Verstappen, Arrows-Supertec (20, elsystem)

## VM-ställning
| Förarmästerskapet 1. Michael Schumacher, Ferrari, 34 2. David Coulthard, McLaren-Mercedes, 14 3. Mika Häkkinen, McLaren-Mercedes, 12 | Konstruktörsmästerskapet 1. Ferrari, 43 2. McLaren-Mercedes, 26 3. Williams-BMW, 12 |